# Procoptodon
Procoptodon là một chi kangaroo mặt ngắn khổng lồ sống ở Úc trong Thế Pleistocene. P. goliah là loài thú có túi lớn nhất từng tồn tại, chiều cao khi đứng có thể đạt đến khoảng 2 m (6,6 ft). Chúng nặng khoảng 200–240 kg (440–530 lb). Các loài khác của chi này nhỏ hơn, trong đó, Procoptodon gilli là loài nhỏ nhất trong tất cả các loài kangaroo sthenurine với chiều cao khi đứng chỉ khoảng 1 m (3 ft 3 in).

## Môi trường sống
P. goliah được biết chủ yếu là sống ở các khu vực bán hoang dã ở Nam Úc và New South Wales. Những môi trường này rất khắc nghiệt, được đặc trưng bởi những vùng đất bằng phẳng rộng lớn và những đụn cát lộng gió. Tuy nhiên, khu vực xung quanh Hồ Menindee ở phía tây New South Wales lại có khí hậu mát mẻ, ẩm ướt hơn vào thời điểm Procoptodon tồn tại. Khu vực xung quanh hồ như một bức tranh khảm của rừng sclerophyll, rừng cây, thảo nguyên và đồng bằng, nhưng những cồn cát cũng hình thành dọc theo bờ hồ Menindee. Dấu chân hóa thạch đã được tìm thấy trên đảo Kangaroo.

## Mô tả
Đặc điểm sinh lý của Procoptodon có khả năng là tương tự như các loài kangaroo hiện đại. Tuy nhiên Procoptodon goliah có đặc trưng là kích thước lớn. Những con sthenurines (kangaroo mặt ngắn) bao gồm những loài có kích thước lớn hơn gấp ba lần so với những con kangaroo lớn nhất hiện nay đang tồn tại. Loài lớn nhất là P. goliah, cao đến 2,7 m (8 ft 10 in) và nặng tới 240 kg (530 lb). Những con vật này sống cùng với các loài chuột túi hiện đại, nhưng chúng chuyên ăn lá từ cây xanh và cây bụi. Chuột túi P. goliah là những con thú khổng lồ có mặt ngắn, có thể được phân biệt bằng khuôn mặt phẳng và đôi mắt hướng về phía trước. Trên mỗi bàn chân, chúng có một ngón chân hoặc một móng vuốt lớn trông khá giống với móng ngựa. Trên đôi chân khác thường này, chúng có khả năng di chuyển nhanh chóng qua những khu rừng và đồng bằng rộng lớn, nơi chúng tìm cỏ và lá để ăn. Bàn chân trước của chúng cũng kỳ lạ không kém, mỗi chân trước có hai ngón cực dài cùng với móng vuốt lớn. Chúng có thể đã được sử dụng để hái lấy cành cây, giữ và mang theo lá trong quãng đường chúng đi tìm thức ăn.

## Sinh học

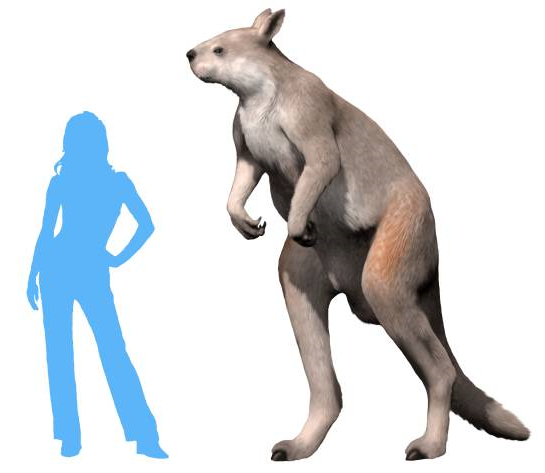
Procoptodon goliah

P. goliah không dùng cách nhảy như một phương thức để di chuyển, và chúng không thể tăng tốc đủ khi nhảy do trọng lượng của nó. Hông rộng và khớp mắt cá chân thích nghi để chống xoắn hoặc vẹo lưng, giúp giữ chúng tư thế thẳng đứng, nơi trọng lượng được chống chịu bởi một chân tại một thời điểm. Hông rộng của nó cũng là một khác biệt quan trọng khác - mông lớn - một tính chất giống với các loài chuyên đi bộ khác.
Tuy nhiên, có một số sự mơ hồ xung quanh sự vận động của P. goliah. Một số nghiên cứu lại cho thấy rằng loài này có lẽ là động vật có vú nhảy lớn nhất từng tồn tại. Các nghiên cứu cho thấy trọng lượng tối ưu cho một con thú có túi nhảy lớn là khoảng 50 kg. Những động vật lớn hơn, đặc biệt là loài P. goliah khổng lồ, về cơ bản sẽ có nguy cơ bị đứt gân trong khi nhảy. Nếu P. goliah di chuyển bằng cách nhảy, sự cân bằng cao nhất có thể có giữa kích thước và tốc độ sẽ đạt đến đỉnh điểm, bởi vì cơ thể của nó là lớn nhất để có thể thực hiện được bằng phương pháp vận động này.
Một gợi ý có khả năng hơn, đó là dựa trên cấu trúc giải phẫu rõ ràng được cho phép bởi cấu trúc xương của P. goliah, không giống như chuột túi hiện đại, ở tốc độ cao chúng khó đổi hướng và sử dụng đuôi của chúng trong cơ địa bị dồn nén ở tốc độ chậm hơn, Procoptodon như một loài không xương đi bộ tương tự như họ vượn người. Cơ học vận động và sinh lý học đã được nghiên cứu thông qua việc kiểm tra các mô hình tỷ lệ cơ bắp. Loài lớn nhất P. goliah, cao 2,7 m (8 ft 10 in) và nặng tới 240 kg (530 lb). Đối với P. goliah, sự căng gân đã được xác định, điều này cho thấy khả năng vận động của chúng bị hạn chế, cho thấy mối tương quan giữa khối lượng cơ thể với khả năng vận động. Đứt vỡ gân thể hiện sự căng ở độ đàn hồi của cơ bắp ở các chi, điều này cung cấp bằng chứng cho thấy có lẽ khả năng như trong giả thuyết của P. goliah có thể đã không xảy ra. Loài này có thể dễ dàng bị tổn thương trước sự săn bắt của con người thời tiền sử.
Hóa thạch của chuột túi mặt ngắn khổng lồ đã được tìm thấy tại mỏ hóa thạch di sản thế giới Naracoorte ở Nam Úc, Hồ Menindee ở New South Wales, Darling Downs ở Queensland và tại nhiều địa điểm khác. Một bản sao bằng với kích thước thật và giống như thật được trưng bày cùng với các động vật bản địa cổ xưa khác của Úc tại Bảo tàng Úc.
Chi này cận ngành và có nguồn gốc từ Simosthenurus.:285

## Các yếu tố có thể dẫn đến tuyệt chủng
Chi này có lẽ đã có mặt cho đến ít nhất khoảng 50.000 năm trước khi bị tuyệt chủng, mặc dù một số bằng chứng cho thấy nó có thể tồn tại đến gần 18.000 năm trước đó nữa. Sự tuyệt chủng của nó có thể là do sự thay đổi khí hậu trong Thế Pleistocene, hoặc do sự săn bắn của con người. Những người ủng hộ giả thuyết về quá trình tuyệt chủng qua trung gian do con người đã viện dẫn rằng sự xuất hiện của con người ở Lục địa Úc xảy ra cùng thời điểm với sự biến mất của loài này. Nhiều bằng chứng cho thấy sự tuyệt chủng này được tạo điều kiện bởi sự tương tác của con người là khoảng thời gian mà sự tuyệt chủng xảy ra được đặc trưng bởi khí hậu tương đối ổn định. Tuy nhiên, không có bằng chứng về việc con người đã từng ăn thịt hoặc tiêu thụ P. goliah được tìm thấy trong các bản hồ sơ hóa thạch.
Một số nhà nghiên cứu đã suy đoán rằng việc thay thế các loại thực vật giàu dinh dưỡng, nhạy cảm với hệ thực vật ít bắt lửa, ít dinh dưỡng do con người gây ra, nạn phá rừng ở Úc đóng vai trò lớn trong sự biến mất của P. goliah và các loài động vật khổng lồ khác ở Úc khoảng 50 nghìn năm trước (kya). Tuy nhiên, chế độ ăn uống của P. goliah chủ yếu là chenepads và Atriplex nói riêng, ít bắt lửa hơn và phần lớn không bị ảnh hưởng bởi lửa. Những mô hình chế độ ăn uống này đã chứng minh các lý thuyết cho rằng sự tuyệt chủng của P. goliah là do phần lớn do giảm nguồn cung cấp thực phẩm từ lửa. Đồng thời, do chu kỳ sinh sản kéo dài hơn của kangaroo, khả năng tăng số lượng quần thể của chúng sau khi con người xuất hiện đã bị hạn chế đi rất nhiều.

### Nhân tố môi trường
Kangaroo sống trong môi trường bán khô hoặc khô cằn đã được chứng minh là có mật độ men răng cao hơn, gây ra bởi quá trình hydrat hóa gián tiếp thông qua việc tiêu thụ thực vật. Mức độ men răng này lại thấp hơn trong răng của P. goliah, được tìm thấy ở những khu vực có thông số môi trường tương tự so với chuột túi chăn thả hiện đại, cho thấy nó phụ thuộc nhiều vào nguồn nước tự do như hồ và suối.
Với kích thước lớn của P. goliah và xu hướng cần các nguồn nước lớn hơn, tự do hơn, hạn hán tập trung xảy ra khoảng  55 nghìn năm trước ở khu vực nội địa phía nam của Úc chắc chắn đã ảnh hưởng đến số lượng của chúng. Tuy nhiên, các hồ sơ cho thấy những đợt hạn hán như vậy đã đặc trưng cho khu vực này trong 7 triệu năm trước đó, và P. goliah đã sống sót qua nhiều đợt khô hạn trong thời kỳ này. Những yếu tố này bác bỏ những suy đoán rằng hạn hán có thể đã đóng một vai trò quan trọng trong sự tuyệt chủng của P. goliah.
Một số bằng chứng ủng hộ cả hai tuyên bố rằng sự tuyệt chủng của P. goliah có thể là do sự thay đổi khí hậu trong Thế Pleistocene hoặc do sự săn bắn của con người. P. goliah, phụ thuộc nhiều vào nước tích tụ, và bùng nước này lại dễ bị hạn hán hơn. Điều này có thể giải thích tại sao chuột túi đỏ sống sót sau khi hạn hán khô cằn và Procoptodon goliah thì không thể. Tuy nhiên, cũng có bằng chứng cho thấy rằng con người có thể có ảnh hưởng đáng kể trong sự tuyệt chủng của P. goliah. Nhu cầu của P. goliah về một nguồn nước tự do liên tục, cộng với chiều cao và môi trường sống chung của nó ở những vùng đất cây bụi mở, khiến P. goliah dễ bị nhận thấy hơn bởi những người săn bắt, do đó dễ bị tổn thương bởi con người cũng bị ràng buộc bởi nước như Procoptodon.